# Abdi Hakin Ulad
Abdi-Hakin Achkel Ulad (født 14. juni 1991 i Somalia) er en dansk-somalisk professionel atlet, som løber for Hvidovre AM og tidligere for Korsør AM. 
Abdi Hakin Ulad blev i efteråret 2022 testet positiv for stoffet trimetazidin af Anti Doping Danmark. Hans karantæne gælder fra den 14. oktober 2022 og fire år frem.

## Karriere
Abdi Hakin Ulad blev dansk mester i både cross og 10 km landevej 2012, og fik sit internationale gennembrud i et 10 km gadeløb i Holland, hvor han i kenyansk selskab løb ind på en niendeplads i tiden 28:57, en tid blandt de ti bedste nogensinde i Danmark. Med tiden 14:07,43 satte han personlig rekord på 5.000 meter ved Folksam Grand Prix i Sollentuna 2012. Han vandt også Eremitageløbet i 2013.
Abdi Hakin Ulad var blandt tolv navne på et europæisk hold, der dystede mod USA og Storbritannien ved et stort crossløb i Edinburgh den 5. januar 2013.
I 2015 blev Ulad dansk mester i halvmaraton i tiden 1:02:48, og samme år løb han for første gang maratonløb. I sit andet løb på denne distance gennemførte han på den bedste danske tid siden 1980'erne med 2:14:03, hvilket var klart under udtagelseskravet til OL 2016 i Rio de Janeiro. Ved OL blev han nummer 35 blandt de 140 løbere, der gennemførte maratonløbet.
Ulad vandt Eremitageløbet fra 2015-2018.
Ved EM i atletik 2016 i Amsterdam blev Ulad nummer fem på halvmaratondistancen i tiden 1:03:22.
Han deltog også i maratonløbet ved OL 2020 afholdt i 2021 i Tokyo, hvor han blev nummer 23 ud af 76 gennemførende.
I efteråret 2022 afleverede Ulad en positiv dopingtest, og han erkendte straks brugen af det forbudte middel Trimetazidin. Dansk Atletik fulgte derpå reglerne og udelukkede løberen fra al træning og konkurrence, indtil sagen blev afsluttet. Danmarks Idrætsforbund stod for at afgøre sagen og udmåle en officiel karantæne. Dette skete i april 2023, hvor forbundets dopingnævn udelukkede Ulad fra alle træningsaktiviteter og konkurrencer i fire år gældende fra 14. oktober 2022.

## Private forhold
Abdi Hakin Ulad var 11 år, da han ankom som flygtning fra Somalia sammen med sin moster til Sandholmlejren i Nordsjælland. Han blev dansk statsborger 28. oktober 2010.
Abdi Hakin Ulad som tog HF-eksamen på Nyborg Gymnasium 2013. Han bor til daglig i Slagelse og løber for Hvidovre AM, hvor han trænes af Leo Madsen.

## Internationale mesterskaber
- Bronze U23 Europa mesterskaber i atletik 2013 10.000 meter
- Guld U23 Nordiske mesterskaber i atletik 2012 5.000 meter

## Danske mesterskaber
- Guld 2013 10.000 meter
- Guld 2012 10 km landevej
- Guld 2012 cross lang
- Sølv 2012 cross kort
- Sølv 2012 5000 meter 14.33,38
- Sølv 2012 3000 meter inde 8.07,36
- Sølv 2011 3000 meter inde 8:33,21
- Sølv 2010 4 x 1500 meter
- Bronze 2010 5.000 meter 14:43,09

## Personlige rekorder
| Konkurrence  | Resultat | Sted              | Dato             |
| ------------ | -------- | ----------------- | ---------------- |
| 5000 meter   | 13.56.64 | Oodegem, Belgien  | 1. juni 2013     |
| 10000 meter  | 28.39.14 | Leiden, Holland   | 14. juni 2014    |
| Halvmarathon | 1.02.15  | Valencia, Spanien | 24. marts 2018   |
| Marathon     | 2.11.03  | Fukuoka, Japan    | 1. december 2019 |

Kilde: Statletik